# Батики Задні
Батики Задні (Бацики-Дальше, пол. Baciki Dalsze) — село в Польщі, у гміні Сім'ятичі Сім'ятицького повіту Підляського воєводства. Населення — 151 особа (2011).

## Історія
Батики вперше згадуються 1469 року. У минулому належало магнатам, поблизу діяли фільварки.
У 1975—1998 роках село належало до Білостоцького воєводства.

## Демографія
Демографічна структура станом на 31 березня 2011 року:
|          | Загалом | Допрацездатний вік | Працездатний вік | Постпрацездатний вік |
| -------- | ------- | ------------------ | ---------------- | -------------------- |
| Чоловіки | 73      | 17                 | 41               | 15                   |
| Жінки    | 78      | 18                 | 37               | 23                   |
| Разом    | 151     | 35                 | 78               | 38                   |